# Allium minutiflorum
Allium minutiflorum — вид рослин з родини амарилісових (Amaryllidaceae); ендемік Ірану.

## Опис
Листків 2, довгі вигнуті сріблясто-попелясті. Стеблина міцна, 20–25 см. Суцвіття щільне, майже кулясте. Квітки зірчасті; листочки оцвітини від білих до глибоких рожевих кожна з центральною пурпуровою лінією; тичинкові нитки пурпурові. 

## Поширення
Ендемік центрального і західно-центрального Ірану.